# Deborah Cavendish, hertiginna av Devonshire
Deborah Vivien Cavendish, hertiginna av Devonshire, född Deborah Freeman-Mitford den 31 mars 1920 på Asthall Manor nära Witney i Oxfordshire, död 24 september 2014 på Chatsworth-godset i Derbyshire, var en brittisk (änke)hertiginna och den yngsta av systrarna Mitford.
Deborah Cavendish var ett av sju barn till David Freeman-Mitford, 2:e baron Redesdale, och Sydney Bowles. Hon gifte sig 1941 med Andrew Cavendish (1920-2004), som blev hertig av Devonshire efter sin fars död 1950. Paret bodde bland annat på det största av hertigens sju ärvda fastigheter, Chatsworth House, vilket beskrivits av Deborah Cavendish i ett flertal böcker.  
Deborah Cavendish är moster till Max Mosley, tidigare ordförande i Fédération Internationale de l'Automobile (FIA).